# منطقه سوم دریایی امام حسین ندسا

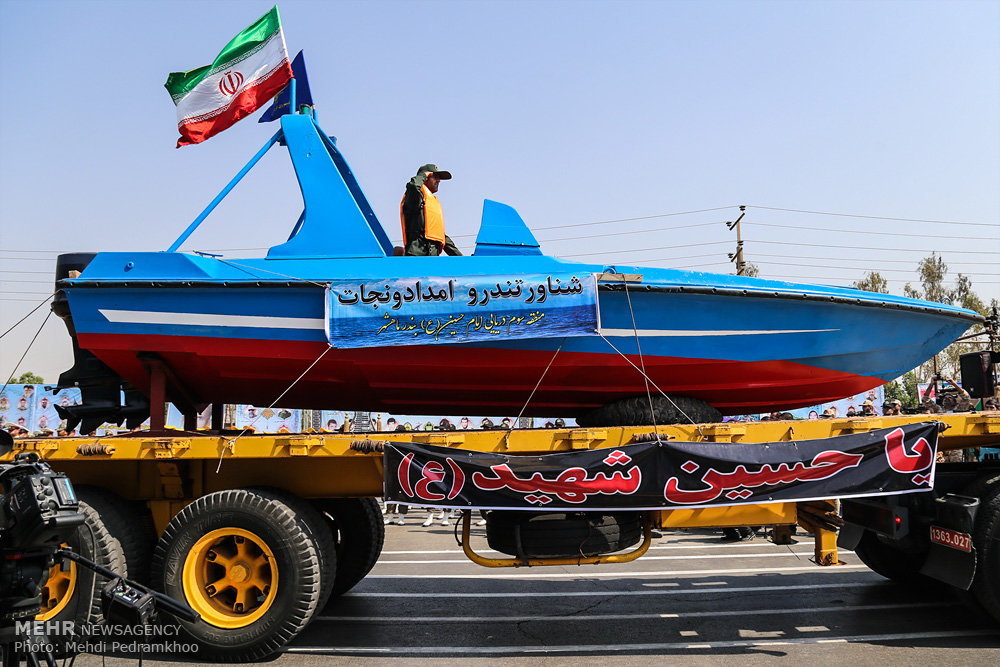
شناورهای تندرو منطقه سوم دریایی سپاه در رژه سالگرد جنگ ایران و عراق در سال ۱۳۹۶، اهواز

منطقهٔ سوم دریایی امام حسین یکی از مناطق پنج‌گانهٔ دریایی سپاه پاسداران انقلاب اسلامی است که زیر نظر نیروی دریایی و قرارگاه دریایی خاتم‌الانبیای ۲ سپاه فعالیت می‌کند. ستاد فرماندهی منطقه سوم دریایی ندسا در بندر ماهشهر مستقر است و در محدودهٔ عملیاتی آب‌های ساحلی استان خوزستان فعالیت می‌کند و شمال غرب خلیج فارس را زیرپوشش دارد. پایگاه دریایی اروندکنار یکی از مهم‌ترین پایگاه‌های زیرمجموعهٔ این منطقه است. هم‌اکنون دریادار دوم پاسدار مهدی هاشمی فرماندهی منطقهٔ سوم دریایی ندسا را برعهده دارد.